# Бернар (граф Ангулема)

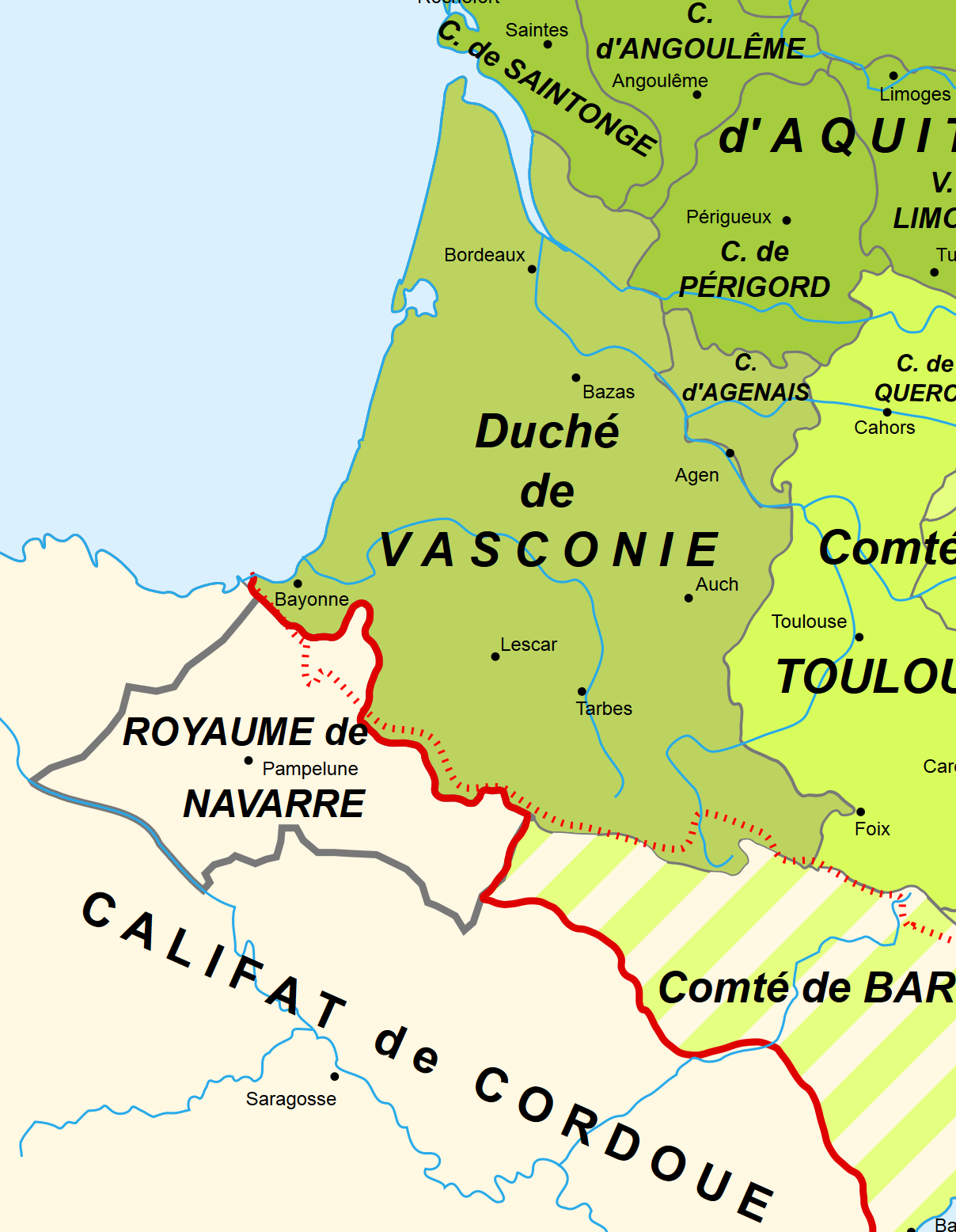
Перигор и Ангулем на карте Франции X-XI века

Бернар (фр. Bernard; ранее 895 — ок. 950) — граф Перигора с ок. 918 года, граф Ангулема с ок. 945 года из рода Тайлефер, сын Гильома I Перигорского и Регилинды Тулузской.

## Биография

### Правление
Бернар наследовал отцу в первой четверти X века (точная дата не известна, около 918 года). После смерти Гильома II Тайлефера, мужа двоюродной тёти, стал также графом Ангулема (945), объединив таким образом все владения деда — Вульгрина II.
Вероятно, именно он убил (дата — после 918 года) виконта Ламберта Марсильяка и его брата Арно в отместку на их нападение на Санчию, жену графа Адемара (которая приходилась Бернару тётей).
Умер около 950 года.

### Семья
1-я жена: — Берта. Дети:
- Арно I (ум. 6 августа 962), граф Ангулема с ок. 950, граф Перигора ранее 962[1];
- Гильом II Талейран (ум. до 6 августа 962), граф Перигора с ок. 950[1];
- Госбер[1];
- Бернар[1];
- (?) Анна (Эмма) (ок. 930 — после 988)[К 1]; муж: Бозон I Старый (ум. до 974), граф де ла Марш; их потомки унаследовали Перигор[1].

2-я жена: Гарсинда. Дети:
- Ранульф Бомпар (ум. 27 июля 975), граф Перигора и Ангулема с 962[1];
- Ришар, граф Перигора и Ангулема с 975[1];
- Гильдуин[1];
- Жоффруа[1];
- дочь[1].

## Комментарии
1. ↑  Адемар Шабанский называл Эмму сестрой (лат. sorore) Бернара и женой Бозона Старого, однако это невозможно по хронологическим соображениям. Гильом, отец Бернара, умер около 918 года, а сам Бернар родился около 892/895 года. Поэтому здесь либо хронист ошибся и Эмма была не сестрой, а дочерью Бернара, либо Эмма была дочерью матери Бернара от неустановленного второго брака[1].